# Uh Huh Her (groupe de musique)
Pour les articles homonymes, voir Uh Huh Her.
 (juillet 2022).
Si vous disposez d'ouvrages ou d'articles de référence ou si vous connaissez des sites web de qualité traitant du thème abordé ici, merci de compléter l'article en donnant les références utiles à sa vérifiabilité et en les liant à la section « Notes et références ».

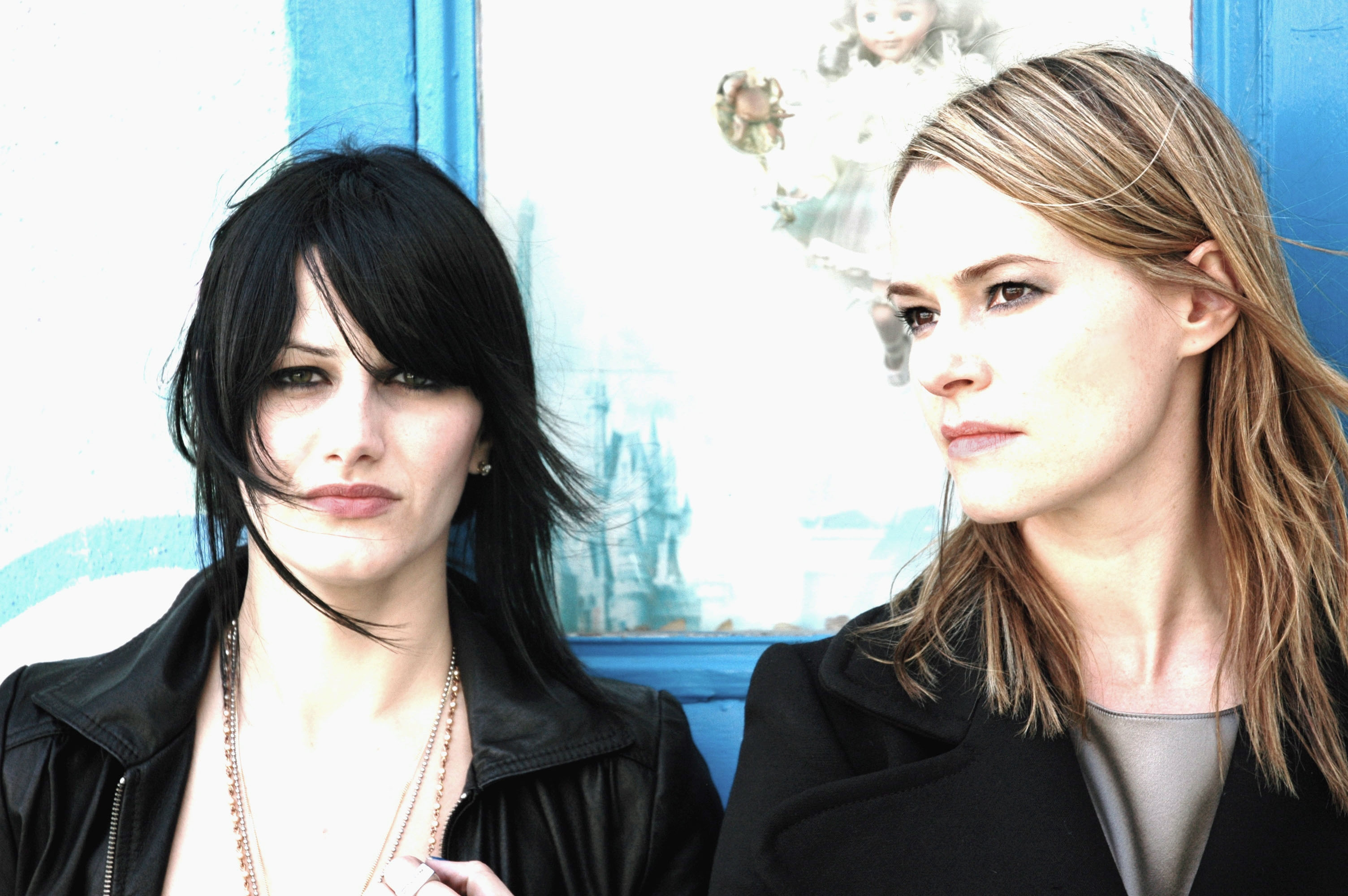
Camila Grey et Leisha Hailey de Uh Huh Her.

Uh Huh Her est un groupe de musique électropop sous label indépendant, originaire de Los Angeles, en Californie.

## Historique
Le nom du groupe fut inspiré par un album de PJ Harvey, intitulé Uh Huh Her. Créé en janvier 2007, le premier EP du groupe, intitulé I See Red est sorti le 24 juillet 2007 et distribué par iTunes, tandis que leur premier album, Common Reaction est publié le 19 août 2008.
En 2009, le titre Dreamer apparaît dans l'épisode 15 de la saison 8 de Smallville mais aussi dans l'épisode 7 de la saison 6 des frères scott.
En 2007 et en 2009, elles sont tête d'affiche du festival lesbien californien, le Dinah Shore, ainsi qu'en 2013 au Girlie Circuit Festival de Barcelone.

## Membres
Camila Grey, ancienne membre du groupe de musique rock lo-fi Mellowdrone, n'avait jamais enregistré de matériel en tant qu'artiste solo avant de se joindre à Uh Huh Her. Cependant, elle a joué de la basse et du synthétiseur pour divers artistes connus comme Dr. Dre, Melissa Auf der Maur, Busta Rhymes, Adam Lambert et Kelly Osbourne.
Leisha Hailey, anciennement membre du groupe The Murmurs, devenu plus tard Gush, Leisha quitta l'industrie de la musique pour quelque temps afin de rejoindre le casting de la série The L Word et The L Word: Generation Q sur les ondes de la chaîne télévisée américaine Showtime. Elle interprète le personnage d'Alice Pieszecki.
Originellement, le groupe comptait trois membres. Le troisième membre, Alicia Warrington, a quitté le groupe avant la sortie de leur premier EP afin de poursuivre sa carrière de batteuse au sein d'autres groupes musicaux.

## Discographie
À ce jour, Uh Huh Her a sorti trois albums studio : Common Reaction en 2008, qui a contribué à leur développement médiatique, puis deux autres albums sous un label indépendant : Nocturnes en 2011 et Future Souls en 2014. 
Le groupe a également sorti trois EP, I See Red qui est sorti en 2007 avant Common Reaction, puis Black and Blue en 2009, qui annonce la sortie de Nocturnes, et enfin un EP compilant des versions acoustiques de quelques chansons figurant dans des albums précédents : « EP3 » en 2012.

### Albums studio
- Common Reaction (2008)
- Nocturnes (2011)
- Future Souls (2014)

### EP
- I See Red (2007)
- Black and Blue (2011)
- EP3 (2012)